# Idiocera flintiana
Idiocera flintiana är en tvåvingeart som först beskrevs av Alexander 1961.  Idiocera flintiana ingår i släktet Idiocera och familjen småharkrankar. Inga underarter finns listade i Catalogue of Life.